# Laura Muir
Laura Muir (Inverness, 9 de maio de 1993) é uma atleta britânica, medalhista olímpica.
Muir quebrou pela primeira vez o recorde britânico nos 1.500 metros em julho de 2016. Nos Jogos Olímpicos de Verão de 2020, conquistou a medalha de prata na prova de 1500 metros feminino com o tempo de 3:54.50, nova quebra de recorde nacional.